# Натурализација
Натурализација је процес додељивања држављанства или грађанства странцу. У услове за натурализацију могу спадати минимални период боравка, старосна граница, поштовање закона, добро здравље, независност, задовољавајуће познавање нове земље и воља особе да се одрекне бивше националности. До невољне натурализације долази када родну територију одређене особе насилно присвоји нека друга држава.